# Glemmtal
Glemmtal är en dal i Österrike.   Den ligger i förbundslandet Salzburg, i den centrala delen av landet, 300 km väster om huvudstaden Wien.
I omgivningarna runt Glemmtal växer i huvudsak blandskog. Runt Glemmtal är det ganska glesbefolkat, med 34 invånare per kvadratkilometer.